# Christoffer Zwinge
Christoffer Zwinge er en dansk kajakpolospiller.
Christoffer Zwinge Spiller for ligaholdet Lokomotiv skovshoved i nummeret (5)  
udover at være i start 5’eren hos Lokomotiv skovshoved har han også en plads på danske herrelandsholdet